# Spelunky 2
Spelunky 2 es un videojuego de plataformas siguiendo un planteamiento roguelike desarrollado por Mossmouth y BlitWorks y diseñado por Derek Yu. Es la secuela de Spelunky HD (2012) que a su vez es secuela de Spelunky (2008), fue publicado para Windows y PlayStation 4 en septiembre del 2020, y para Nintendo Switch, junto al reboot de 2012, el 26 de agosto del 2021. El 12 de enero de 2022 fue añadido para las consolas Xbox One y Xbox Series X|S, posteriormente un dia despues, este fue añadido para el servicio de juegos Xbox Game Pass.

## Jugabilidad
En el juego controlas a Ana, la hija del personaje protagonista del primer juego que investiga la luna en busca de sus padres. Aunque en un principio controles a Ana, hay gran cantidad de personajes desbloqueables que solo cambian en apariencia. En el juego, Ana tiene que investigar cuevas mortales llenas de peligrosos enemigos y tesoros que adquirir. Cuando el jugador muere tiene que volver a empezar desde el principio, perdiendo todos los objetos adquiridos en esa partida, al comenzar la nueva partida el juego se reorganizará mediante generación procedural aportando nuevos caminos y desafíos. La partida se distribuye en distintas áreas divididas por niveles, en orden de aparición son: Las cuevas, (La jungla o Volcana [dependiendo del camino que decidas tomar]), La guarida de Olmec (el primer jefe), pozo de marea, Abzu (segundo jefe), El templo de Anubis (minijefe), La ciudad de oro, Duat (tercer jefe), Las cuevas de hielo, Nueva Babilonia, El trono de Tiamat (jefe final), La Ciudad hundida, El mundo de la Berenjena, El esondite de Hundun y el Océano Cósmico. El juego añade un nuevo sistema de física de líquidos, en el cual los líquidos (agua y lava) fluirán hacia abajo a través del nivel. Además, el juego introduce nuevos enemigos, trampas y monturas para navegar a través de los niveles. También se puede jugar multijugador online de hasta cuatro jugadores, con el añadido de modos de juego cooperativos y competitivos.

## Desarrollo
Derek Yu, el creador del primer juego, volvió a desarrollar la secuela. Según Yu, al reflexionar sobre el desarrollo del primer juego mientras escribía un libro sobre él para Boss Fight Books, empezó a tener más y más ideas para la secuela. Se asoció con BlitWorks, el desarrollador de las versiones para PlayStation del primer juego, para la programación del mismo. Yu necesitó subcontratar el desarrollo del juego a BlitWorks debido al mayor alcance de la secuela. Yu se aseguró intencionadamente de que el juego no fuera radicalmente diferente del primer Spelunky, ya que consideraba que las secuelas debían ser "extensiones de los juegos anteriores", y que los fans del primer juego sintieran que estaban jugando una "continuación". Se añadieron nuevas características al juego, mientras que el bucle de juego original se refinó y remezcló. Yu se esforzó por crear un mundo de juego que se sintiera como un "lugar vivo y que respira" para mantener a los nuevos jugadores comprometidos. Para conseguirlo, añadió mucha información y antecedentes para el mundo y los personajes. La historia, que se centra en los temas de la familia y el parentesco, se presenta principalmente a través de artículos de diario en el mundo del juego y en el campamento base, donde Ana puede interactuar con los personajes que ha encontrado durante su aventura.
Sony Interactive Entertainment anunció el juego en la Paris Games Week en octubre de 2017. Inicialmente previsto para ser lanzado en 2019, Yu anunció que el juego se retrasaría a 2020 en agosto de 2019 ya que el desarrollo requería más tiempo. El juego fue lanzado para PlayStation 4 el 15 de septiembre de 2020 y para Windows el 29 de septiembre de 2020.
Durante la presentación de Indie World en diciembre de 2020, se anunció que el juego saldría para Nintendo Switch a mediados de 2021. Más tarde salió a la venta el 26 de agosto de 2021, junto con el primer Spelunky.